# Акерслоот-Берг, Бетси
Бетси Акерслоот-Берг (швед. Betzy Akersloot-Berg; 16 декабря 1850 года — 18 декабря 1922 года) — норвежская художница-маринист и пейзажист. Большую часть своей жизни работала на голландском острове Влиланд в Фрисландии (Нидерланды).
.

## Биография
Бетси Акерслоот-Берг родилась в селе Aurskog в районе Акерсхус, Норвегия. Её родители, Каспер Кристиансен Берг (1828—1914) и Барта Нордби (1829—1912) были землевладельцами. Позднее они переехали в Христианию (ныне Осло), где отец занялся бизнесом.
Первоначально Бетси училась на медсестру, потом работала медсестрой народа Саами в Финмарке. Со временем у неё обнаружились способности к рисованию, и в конечном счете, она решила учиться живописи. Она брала уроки в норвежской Национальной академии ремесел и художественной промышленности (Statens håndverks-og kunstindustriskole). Там она училась у художников Вильгельма фон Ханно и Фрица Таулов. Позже она работала с Отто Синдинга и последовала за ним, когда он переехал в Мюнхен, Германия.
Во время поездки в Вену Бетси увидела несколько работ голландского художника-мариниста Хендрика Виллема Месдаха, которые ей понравились. В 1885 году состоялась её случайная встреча с художником и его семьей.

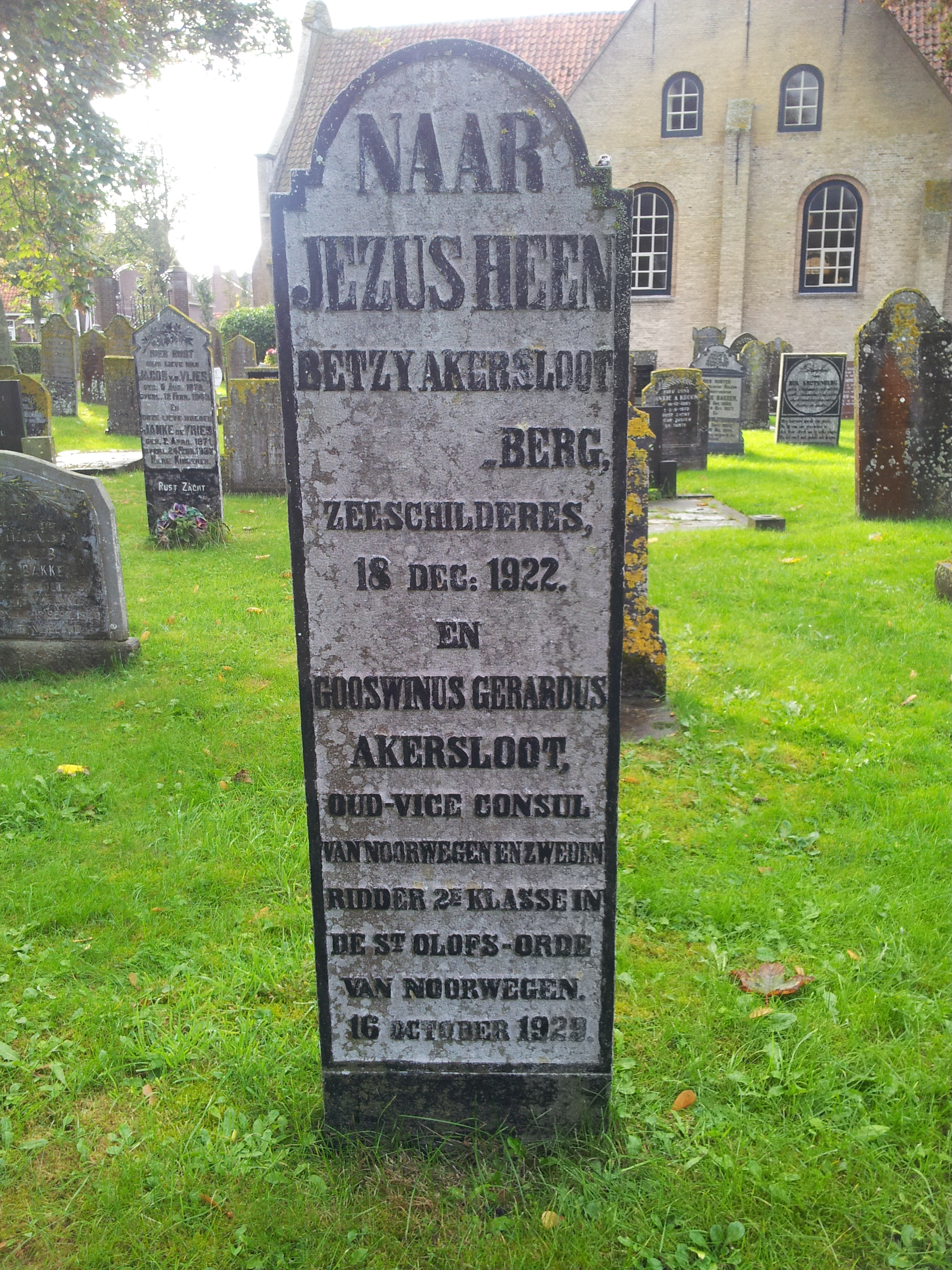
Могила Бетси Акерслоот-Берг на кладбище Vlieland

Знакомство с Месдахом привело Бетси в мастерскую художника в Гааге. Она сблизилась с его женой, и Ван Хаутен нарисовал её портрет. В 1890 году Бетси училась у художника Пюви де Шаванна в Париже.
Однажды она познакомилась с Gooswinus Gerardus Akersloot (1843—1929), бывшим мэром Хоевелакене, который недавно потерял свою жену. В 1893 году они поженились. Три года спустя осели в городе Оост-Влиленд, где купили старый дом и назвали его «Дом Тромпа», в честь адмирала флота Голландской республики, адмирала Датского флота Корнелиса Тромпа.
Бетси любила каждое лето путешествовать по Европе и получила возможность участвовать там в выставках. В эти годы она ездила на побережье Норвегии, а также в другие европейские прибрежные районы, чтобы рисовать там береговые ландшафты. В дополнение к занятиям живописью она основала воскресную школу и общество швеек для девочек.
Бетси Акерслоот-Берг оставалась в этом доме до смерти, наступившей в 1922 году
.
«Дом Тромпа» («Tromp’s Huys») в 1956 году стал музеем художницы. Большинство из около 300 её работ хранятся в этом доме. Иногда их отвозят на устраиваемые в стране выставки. Одна из них прошла в Noordelijk Scheepvaartmuseum в 1992 году. Работы Бетси Акерслоот-Берг показывали также в 1996 году на персональной выставке в городе Aurskog и выставке Nordkappmuseet в Hoннингсвоге, расположенном рядом с тем местом, где работала художница (2004). Выставки работ художницы устраивали также Бельгии, Дании, Германии, Франции, Нидерландах, Норвегии, Чехии и Швеции.
Работы художницы также хранятся в Национальном музее в Осло, в Художественном музее Ставангера, в Национальном музее в Стокгольме, в музее Франса Гальса в Харлеме и в частных коллекциях.

## Избранные картины

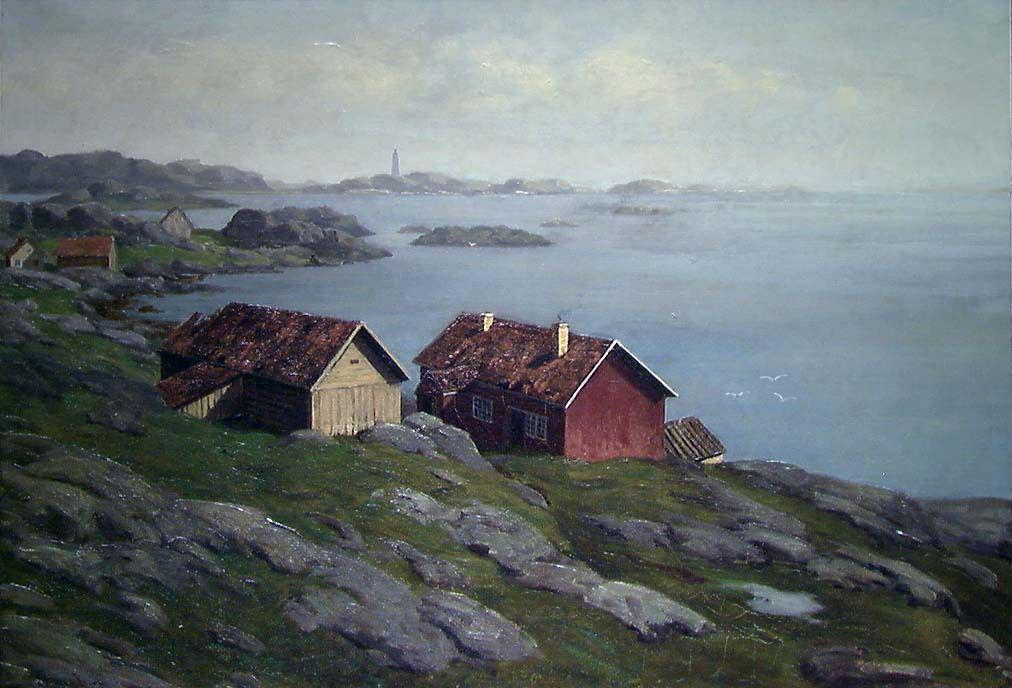
Прибрежный ландшафт в Норвегии
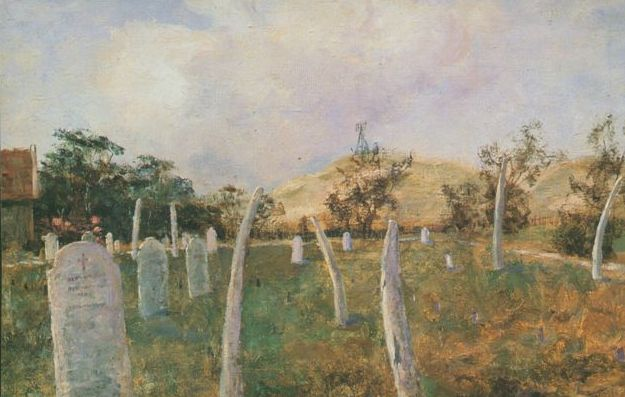
Кладбище с надгробными памятниками из китового уса
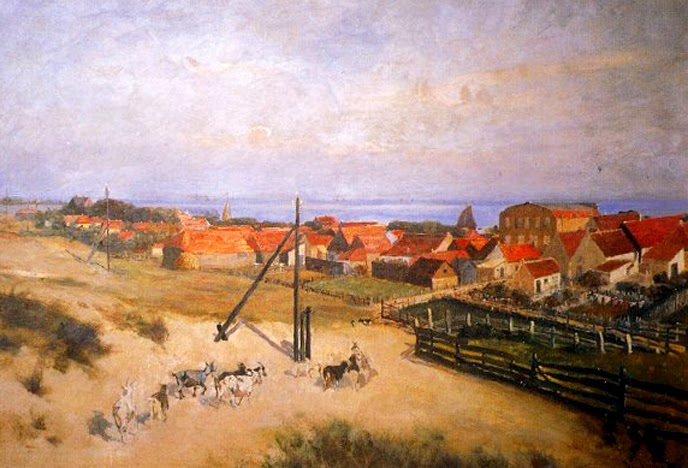
Oost-Vlieland
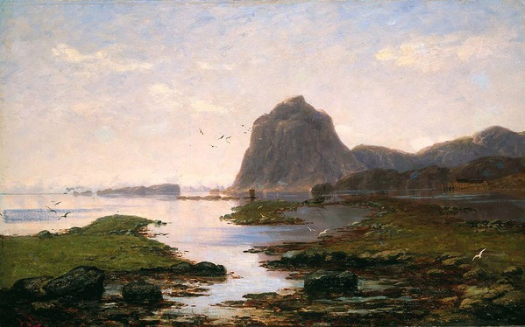
Лофотенские острова